# Gadget
Un gadget (sau un obiect gadget), cuvânt împrumutat din engleză, este un obiect tehnologic mic cum ar fi un dispozitiv sau aparat, care îndeplinește o anumită funcție, fiind de obicei o noutate. Gadgeturi sunt întotdeauna concepute mai neobișnuit sau mai ingenios decât alte obiecte tehnologice la momentul invenției lor. În engleză gadgeturile se mai numesc și „gizmo”.
Gadgetul e o categorie de obiecte, nu un concept sau un produs anume. Și unele aplicații software mai simple sunt numite tot gadgeturi (sau în engleză și widget).
Termenul a fost folosit pentru prima oară în literatură în anii 1800. Era folosit pentru a indica un dispozitiv mai aparte, pentru care nu exista o denumire standard. Sursa citată de Dicționarul Limbii Engleze este cartea Spunyarn and Spindrift din 1886 a lui Robert Brown.
Unii spun că termenul s-ar trage din denumirea companiei care a construit Statuia Libertății: Gaget, Gauthier & Cie. Conform altor păreri ar veni din franceză de la gâchette (instrument sau accesoriu de mici dimensiuni). Și prima bombă atomică a fost și ea poreclită cu cinism „gadget” de către oamenii de știință care au lucrat la proiectul Manhattan.

## Vezi și
- Ajutor:Gadgeturi